# Septimanie (revue)
 (mars 2025).
 (octobre 2024).
Septimanie est une revue trimestrielle française valorisant la culture régionale languedocienne comptant 192 numéros parus entre 1923 et 1944. Elle doit son nom à la Septimanie, province occidentale de la Gaule narbonnaise à l'époque romaine, qui comprenait sept évêchés importants : Agde, Béziers, Maguelone, Nîmes, Lodève, Uzès et Narbonne.
Le premier numéro parait le 15 novembre 1923 et son comité éditorial est alors composé de Paul Duplessis de Pouzilhac (1882-1858), médecin et fondateur qui dirigera la revue jusqu'à son dernier numéro, de la poétesse Andrée Bruguière de Gorgot, comme rédactrice en chef et Paul Castéla, futur directeur de la revue d'art Mediterranea, comme secrétaire général.
Les bibliothèques patrimoniales de Paris rapportent que Septimanie est une publication de luxe destinée à un public de bibliophiles. Son éditeur veillant au prestige de la revue, a choisi un papier de Hollande de grande qualité, la typographie et la mise en page sont soignées, et son tirage limité est confié à « la vieille imprimerie du Maître Montane sise au quai du Verdanson à Montpellier ».
Chaque numéro traite d’un thème et présente des textes inédits de grands auteurs dont André Gide, Paul Valéry, Paul Claudel, Jean Cocteau, Paul Voivenel, Charles Trenet. La revue est richement illustrée, majoritairement par des gravures sur bois et linogravures, réalisées par des artistes de l'entre-deux-guerres.
Un article du numéro de mai 1924 révèle que la rédactrice en chef, Andrée Bruguière de Gorgot aurait posé pour le dessin de la vendangeuse de la couverture. Celle-ci apparait pour la dernière fois dans les fonctions de rédactrice en chef dans le numéro de juillet 1924.
Avec la création de sa revue Mediterranea à Nice, Paul Castéla cesse ses fonctions de secrétaire de la revue à partir de juin 1926.
Pour les derniers numéros qui paraissent juste avant et pendant la Seconde Guerre mondiale, c'est la romancière Paule de Gimazane qui assure les fonctions de rédactrice en chef.

## Liste des publications
- 1923 : 1[2] (15 novembre), 2[7] (15 décembre)
- 1924 : 3[8] (15 janvier), 4[9] (15 février), 5[10] (15 mars), 6[11] (25 avril), 7[5] (Cité de Carcassonne, 25 mai), 8[12] (25 juin), 9[6] (25 juillet), 10[13] (25 août), 11[14] (25 septembre), 12[15] (spécial Toussaint, 25 octobre), 13[16] (Salon d'automne, 25 novembre), 14[17] (Noël)
- 1925 : 15[18] (Les écrivains combattants, 25 janvier), 16[19] (25 février), 17[20] (25 mars), 18[21] (salon des indépendants, 25 avril), 19[22] (25 mai), 20[23] (arts décoratifs modernes, juin 1925), 21[24] (25 juillet), 22[25] (25 août), 23[26] (25 septembre), 24[27] (25 octobre), 25[28] (écrivains, poète et artistes d'Afrique du Nord, 25 novembre), 26[29] (Noël)
- 1926 : 27[30] (25 janvier), 28[31] (La Corse vue par Jean Chièze, 25 février), 29[32] (25 mars), 30[33] (25 avril), 31[34] (25 mai), 32[35] (L'Enigme du disque de Phaestos, 25 juin), 33[36] (25 juillet), 34[37] (25 août), 35[38] (À la gloire de Saint-François, 25 septembre), 36[39] (Contes de la Toussaint, 25 octobre), 37[40] (Noël, 25 novembre), 38[41] (Toulouse, 25 décembre)
- 1927 : 39 (janvier)[42], 40[43] (Napoléon, février), 41[44] (Marseille, mars), 42 (avril)[45], 43[46] (mai), 44[47] (La plus belle légende des pays de langue d'Oc, juin), 45[48], 46[49] (Musiciens : de Déodat de Séverac à Marc Delmas), 47[50] (Poètes de Septimanie), 48[51], 49[52] (Noël 1927)
- Noël 1943 - année 1944 : 183-192[53]

## Liste d'auteurs et de textes publiés dans la revue
Tous les numéros de la revue Septimanie où figurent les auteurs et textes de la liste ci-dessous sont consultables en ligne sur le site patrimoine en Occitanie ou celui des bibliothèques patrimoniales de Paris : les chiffres entre parenthèses qui suivent le nom des textes indiquent le numéro de la revue et l'année de publication..

### A
- Paul Albarel : Dejalado (4, 1924), La grotte de la fée (8, 1924), Felhun assecat (12, 1924), L'Amelliè (16, 1924), Comment François Rabelais médecin vint à Narbonne (22, 1925), La Legendo de l'Ougivo (31, 1926), Jean-Joseph Cassanea de Mondonville (46, 1927)
- Alexandre Albert : Rabelais (6, 1924)
- François-Paul Alibert : Le délaissement d'Ariane (4, 1924)
- Henri d'Alméras : Décentralisation littéraire (4, 1924), L'île de Nausikaa (10, 1924)
- Augustin Alquier : Le mont Carous (5, 1924), Le Gange à Bénarès (9, 1924)
- René d'Alsace : Dans le Bled (25, 1925), L'Enfant artificiel (32, 1926)
- Jean Amade : Les Deux ramiers du cœur (39, 1927)
- Geneviève Audraud : Le Vent s'est tu (32, 1926), Cinquième nocturne (33, 1926)
- Joseph Anglade : Les dernier troubadour Guiraut Riquier de Narbonne (6, 1924), Joseph Bédier et les Narbonnais (11, 1924), Nuages (42, 1927)
- Doëtte Angliviel : Fantaisie macabre (26, 1925)
- Armory : Esthétisme (2, 1923), Les voyelles, cauchemar (8, 1924)
- Micheline Arviel : Trois mots (49, 1927)
- Edmond Aubé : Stances (39, 1927)

### B
- Comtesse de Baillehache : Le jeune homme inconnu (5, 1924)
- Gaston Baissette : Va, partez Madame (8, 1924)
- François Baron : Dans le regret des Alhambras où je suis né (5, 1924), Le Latin (31, 1926)
- Roger Barthe : A Frédéric Mistral (76, 1930)
- Ferdinand Bastian : Le favori de la Comtesse (61, 1928)
- Charles Bauby : Nocturne (27, 1926)
- Justinien Baudassé : À mon vénéré ami Maffre de Baugé (23, 1925), Automne dans la montagne (26, 1925), Lunæ (39, 1927), Brume (42, 1927), Bruyères (47, 1927)
- Albert Bausil : Un éphèbe dansa et La rose que tu vois (4, 1924), L'enfance de Jean Racine, Le tombeau de Molière, Dans le jardin de Pierre de Ronsard (21, 1925), Sur le tombeau de Séverac (46, 1927)
- Jean Bédos : Le Cyprés (39, 1927), À Valère Bernard (42, 1927)
- François Berthault : La terre voluptueuse (10,1924)
- Jeanne-Yves Blanc : Vieilles (39, 1927), La Maison vide (183, 1943)
- Alcido Blavet : Vau-cluso (69, 1928)
- Robert Blazy : La Ballade du soir (14, 1924), Un souvenir heureux dans des jours de malheur (20, 1925), Mélancolie ! (27, 1926)
- Raoul Boggio : Aube (25, 1925)
- Robert Boissier :  Aux Saintes-Maries-de-la-mer (22, 1925), Il est au carrefour (18, 1925), Le Sonnet de la figue (26, 1925), Le Sonnet des conquérants (27, 1926), Le Sonnet de la Bohémienne (29, 1926), Sonnet de la cave, Philémon et Baucis, Hermann et Dorothée (39, 1927), Sonnet royal des rails (47, 1927)
- Dominique Boiziau : L'Agonie du rêve (14, 1924)
- Sylvain Bonmariage : Poème (76, 1930)
- Dr. Bonnaud : L'Horloge (29, 1926), Vœ Victoribus ! (36, 1926)
- Georges Borrel : Sur la lagune (16, 1925), Pour les heures de la prière suppliante (18, 1925)
- Jeanne Boujassy : Oliviers (42, 1927), Cyprès (47, 1927), Pastorale (43, 1927), Premier chant, Quatrième chant (48, 1927), Figuiers (49, 1927), La cour d'amour (50, 1927), Trois pins parasols (54, 1927), Terre d'amour (76, 1930)
- François Bousgarbiès : Les sens et l'âme (3, 1924), La débutante (9, 1924), Priape (11, 1924), La fête des morts (12, 1924), Vers le naufrage (17, 1925), L'Idole (18, 1925), Le destin méconnu (21, 1925), L'Aude et André Chénier (24, 1925), Petite ville (26, 1925), Indifférence (34, 1926), A l'heure grise (48, 1927), Le lac sombre (50, 1927)
- Paul Charles Boyet : Poèmes nus (36, 1926), Jeudi (39, 1927), Couleur de temps (47, 1927)
- Paul-Géralde Boyet : Le Bel orfèvre, Midi (27, 1926), Aube (29, 1926)
- Brodaty : Les Heures mortes (39, 1927)
- Honoré Broutelle : Les Sillons (23, 1925)
- Andrée Bruguière de Gorgot : Poème (1, 1923), Intérieur (2, 1923), Le passé n'est jamais (3, 1924), Le baiser (4, 1924), Le dieu d'argile (6, 1924), Chant vespéral (7, 1924)
- Jean Charles-Brun : La Conque, Musiques (39, 1927)
- Gabriel Buche : Païsan (6, 1924)
- Henri Buriot-Darsiles : Essai d'une nouvelle traduction de Dante (38, 1926), La plus belle légende des pays de langue d'Oc (44, 1927), Trois des plus beaux sonnets du Chantre de Laure, traduction de Pétrarque (45, 1927), L'ex-libris, ses origines, son histoire (65 et 68, 1928), A la Prouvènço (69, 1928)
- Christiane Burucoa : Prière pour Noël 43 (183, 1943)

### C
- Jean Camp : Fruits,  (3, 1924), Le sol commande, tragédie paysanne (8, 1924), Noël albigeois (14, 1924), Orientale (21, 1925), Contrerimes castillanes (24, 1925), Roundel de Nadal (26, 1925), Narbonne (31, 1926), Pour comprendre le poète (33, 1926), L'âge gris (39, 1927), Sardanes (42, 1927), Le sol commande (43, 1927)
- Auguste Capdeville : Les Fouilles d'Ensérune (36, 1926)
- Emile Carbon : Visage de mon pays (18, 1925)
- Giosuè Carducci : Pour la mort d'Eugène Napoléon, traduit par H. Buriot-Darsiles (40, 1927)
- Georges Carian : Le Touloûh (19, 1925), Le Condamné (23, 1925), Le Ciel est lourd (26, 1925), Les Temps passés, Sous la pluie d'été (30, 1926), Printemps Imérinien (32, 1926), Le Lépreux (37, 1926), Fandroûk, chien gris (42, 1927), Frère de sang (45, 1927)
- Carol-Bérard : Marc Delmas (46, 1927)
- Paul de Cassagnac : La Voix (17, 1925), Comment Napoléon forma sa doctrine littéraire, sa doctrine de gouvernement. Les principes napoléoniens (40, 1927)
- Paul Castéla : La nacelle engloutie (1, 1923), Deux portraits dans un même cadre (2, 1923), Le glas un jour de carnaval (4, 1924), Le rendez-vous (5, 1924), La vague du soir (6, 1924), Tercero Tercio (7, 1924), Duo pour clavecin et viole d'amour (8, 1924), Pointes sèches (9, 1924), La saga de Ragnar Lodbrok (10, 1924), Perdigon l'enchanteur (11, 1924), Bele Aélis (12, 1924), Gruissan le marin (13, 1924), Le Marquis au court nez (14, 1924), Les Oiselets vivront (15, 1925), La Mélopée du méhariste (16, 1925), Attila (17, 1925), L'Eternelle harmonie (18, 1925), Marc Delmas (18, 1925), La chanson du siège de Minerve (19, 1925), Vieille chanson à danser (20, 1925), Auzor et Montjoie (21, 1925), Romance dans le parc (22, 1925), Des Voix dans la forêt (23, 1925), A Notre-Dame des Oiseaux (24, 1925), Orable ou l'Enchanteresse amoureuse (26, 1925), Le Vieux moulin (27, 1926), Retour des champs (28, 1926), Le Masque (29, 1926), Esclarmonde (30, 1926), La Mort d'Aymeri de Narbonne (31, 1926)
- Jean Catel : Souvenir (183, 1943)
- Blanche Cazes : Le Rosalcazar (25, 1925)
- Louise Chenal-Courvezy : Les fétiches (5, 1924)
- Lucien Chiselle : Impression d'hiver (13, 1924), O Conquérants d'amour (15, 1925), L'Homme-orchestre (24, 1925), Ames légères (29, 1926), La dernière sirène (50, 1927), Juin au jardin (54, 1927), A Mistral (76, 1930)
- David Cigalier : Terrasse de café (22, 1925)
- Louis-Félix Claudel : A la manière de... l'Ymaigier (40, 1927), A la manière du... tailleur de "molles" (42, 1927), A la manière du... XVIe (43, 1927), A la manière du... XVIIIe (45, 1927), A la manière du... XIXe (46, 1927), A la manière de… Renefer (48, 1927)
- Clar de Luno : Lou castel de la mar (54, 1927)
- H. Clavel : Marines - Atlantides (45, 1927)
- Casemir Clotos : Le Pourrou (3, 1924)
- Jean Cocteau : Le détective (39, 1927)
- Henri Collet : Jean Poueigh (46, 1927)
- Denise Cools : Le Livre mystérieux (37, 1926), Lunaire (42, 1927), La mort de tching-sing (43, 1927), Le Menteur (47, 1927), Le Samovar (48, 1927), Le disque heureux (54, 1927)
- François Coppée : Lettre inédite (38, 1927)
- Adolfo Costa du Rels : Souvenirs vieux de vingt ans (41, 1927), Cyrca (49, 1927)
- Diane de Cuttoli : Le Temps passe (34, 1926), Je sens le mystère planer... (39, 1927), Le son du cor dans le maquis (40, 1927), Grands instants de noble joie (43, 1927), O Nuit… le soleil d'or (47, 1927), Méditerranée (76, 1930)

### D
- Maurice David : Les deux Carthage ou la Première brouille (25, 1925), La Dette (30, 1926)
- Raoul Davray : Montpellier et ses musiciens (46, 1927)
- Maurice Deblay : Le Joli pont de Céret, Les Lumières de Palalda (48, 1927)
- M. Dedieu-Anglade : Février (40, 1927)
- G. R. Degouy : Théogone et Polyphile, Musique d'amour (183, 1943)
- Georges Delahache : Les demeures strasbourgeoises du XVIIIe siècle (61, 1928)
- Henri Deleuze : Terminus (34, 1926)
- Marc Delmas : La Septimanie (1, 1923), Le mois musical (2 à 4, 1923), La musique "d'après-guerre" (1919-1927) (37, 1926), Théodore Dubois (9, 1924), Mes souvenirs de la Villa Médicis (11, 1924 ; 12, 1924 ; 17, 1925), Gabriel Fauré (13, 1924), Paul Vidal (46, 1927)
- Joseph Delteil : Le somnambule (7, 1924), La fille de la terre et le fils du sol (43, 1927)
- Denys-Simon-Max : Voyage (24, 1925)
- Charles Derennes : La petite fille (2, 1923)
- Lucie Delarue-Mardrus : A mon édredon (6, 1924), A mon papier ministre (11, 1924)
- Delpon-Delascabras : Un afaire de counfitura (8, 1924), Remembransa d'un accamp pouetic en Narbouna (13, 1924), La Cansoun de Jaufre Rudel (19, 1925), Oda à las Cevenas (26, 1925), Lou "Pont-de-Moussa" d'Aveza (36, 1926), A Tolosa (38, 1926), Renouveau (41, 1927)
- François Desbrosses : Paysage du Conflans (1, 1923), Le jardin de la fontaine (6, 1924)
- Jacques Dieterlen : Les vendange d'Alsace (61, 1928)
- J. Dournay : Repos (24, 1925), Dans le jardin (30, 1926)
- René Druart : La Mare aux canards (16, 1925)
- Louis Dubecq : Au bord de la mer bleue (30, 1926)
- Edmée Dubois : L'inconnue (21, 1925), Le Nom sur l'arbre (37, 1926), Ton Rêve (40, 1927), L'Esclave (41, 1927), Mois de mai, Le Philtre du printemps (42, 1927), Chimère (47, 1927), L'Heure du thé (49, 1927)
- Fernand Dubreuil : En sourdine (11, 1924), Croquis d'un vieux moulin (13, 1924), Ballade de Noël (14, 1924), Chanteurs des rues (16, 1925)
- Henri Duclos : À l'époque des nèfles (2, 1923), Des ailes, des ailes (4, 1924), Une soirée perdue (7, 1924), A Ghétary (12, 1924), Amours (18, 1925), L'Olivier (26, 1925), Cerdańa et en Languedoc (46, 1927), Le Prieur de Prouille (48, 1927)
- M. Dufrène : Poèmes (23, 1925), Je parle au soir (24, 1925), Les Amants que nous fûmes (27, 1926), J'ai vu Jésus (32, 1926), Des Voix (34, 1926), Les Regrets (41, 1927)
- Paul Duplessis de Pouzilhac : Lettre de Septimanie à Narbonne endormie (1, 1923), Dialogue entre la chèvre et le cyprès (2, 1923), Lettre à Jacquetou (3, 1924), Billets doux (4, 1924), Au vigneron occitan (5, 1924), Notes languedociennes (6, 1924), Etude sur les spirites et les sorciers (7, 1924), Carcassonne joyau des cités (8, 1924), La petite danseuse (9, 1924), Vision de saphir et d'améthyste (10, 1924), La poignante agonie, extrait (11, 1924), Le Cénotaphe des pierres mortes (12, 1924), L'Apothéose (13, 1924), Comment citoyen Diable mourut une nuit de Noël (14, 1924), Un médecin est-il qualifié comme critique ? (15, 1925), Maffre de Baugé et le régionalisme (17, 1925), Honoré Broutelle (17, 1925), Lettres occito-persanes (18, 1925), Septimanie (19, 1925), La poignante agonie (21, 1925), Du soleil et de la nuit sur la montagne, Le Baiser de la morte, Le Muletier passa, La Maladie de l'amour (26, 1925), La Montagne noire (27, 1926), Vers la Corse (28, 1926), La Vierge des douleurs (29, 1926), Narbonne cité ardente (31, 1926), Comment Claudel, maitre-graveur, devint Septimanien (31, 1926), Un Primitif : Paul Devaux, tailleur d'images (35, 1926), Laissez-nous dormir (36, 1926), Conte de Noël  (37, 1926), L'Aile blanche (41, 1927), Poème de France à Charles Lindbergh (42, 1927), Les Belles-mères tragiques (43, 1927), Mes Quatre dimanches septimaniens (46, 1927), Il était…, Elisabeth de Groux, charmeuse de chimères (49, 1927), Santonniers, folkloristes, écrivains de France, maintenons la flamme (183, 1943)
- Yvon Durly : Amour (25, 1925)

### E
- Charles Ecila : L'Éternelle Chimère (34, 1926)
- Prosper Estieu : A la granda ombra de Frederic Mistral (76, 1930)

### F
- Jane Ferlin Duffau : Le Vagabond (183, 1943)
- Joseph Figeac : Essai de critique psychologique (5, 1924)
- Jeanne de Flandreysy : Vaucluse (69, 1928), La mère de Mistral (76, 1930)
- Ernest Fornairon : Complet de la flagorneuse (4, 1924), Le héros abusé, extrait (8, 1924), Natacha Trouhanowa (15, 1925), Le Complet de la flagorneuse, extraits (17, 1925), A propos de Pascal (47, 1927)
- Jean Fouras : Absence (30, 1926)
- Auguste Fourès : Les cavales, poème inédit de 1873 (39, 1927), Le Chant de la race (43, 1927)
- Vana Francesqui : L'Eau (29, 1926), Vieilles lettres d'amour (30, 1926)
- Jean-José Frappa : La porte (1, 1923)
- Paul Fressac : D'un autographe, Un Cours magistral du Professeur Pierre Jourda sur le véritable Languedoc méditerranéen (183, 1943)
- Paul Fumouze : Les Deux principes de l'univers (43, 1927)

### G
- Fanny Gabriel : Amour enfant rieur (40, 1927)
- Marie-Thérèse Gadala : Vision (47, 1927), Roses (50, 1927)
- Raoul Gain : Les Jeux de la vie (23, 1925), La Femme des foules (42, 1927)
- Princesse Galitzine : La garde rouge (3, 1924)
- Pierre-Antoine Gallien : Culbutisme (26, 1925), Exposition "Vouloir" à Lille (28, 1926), Éclaircissement de « Uber das Gesteige in der Kunst » de Wassily Kandinsky (33, 1926), La Grace chez Andrée Sikorska (34, 1926)
- Guillaume Gaulène : Proses languedociennes (5, 1924)
- Louise Guillaume Gaulène : J'ai vu un cheveu blanc sur ta tempe (5, 1924), Laine secourable (12, 1924)
- Paule de Gimazane : Roses (183, 1943)
- Gaston Gérardot de Sermoise : Le grand-oncle (39, 1927)
- José Germain : Germain et Barbusse 1914-1918, lettre ouverte (15, 1925), Les écrivains combattants (15, 1925)
- Charles Girod : Carillon d'octobre (20, 1925), Paysage (23, 1925), A la fenêtre au crépuscule (30, 1926)
- Gabriel Gobron : Les Canards de la mère Foitard (30, 1926)
- Gaston-Maxime Gouté : La faneuse (18, 1925), Le divin... cauchemar ! (22, 1925)
- Jacques Goyard : Juives de Constantine (25, 1925)
- John Grand-Carteret : Quelques vues sur les idées et les conceptions littéraires actuelles (6, 1924)
- Fernand Granier : L'Offrande à l'aimée (17, 1925), Jeu cruel (18, 1925), Désarroi funèbre (22, 1925), Hermaphrodite (24, 1925), Don de Noël (26, 1925), Prière à la fidèle apparition (30, 1926), Les Élus, Vaine attente, Vers la Terre Sainte, Auto-da-fé, Après-midi, Livres d'heures (34, 1926)
- Emile Granon : Pastel oublié (27, 1926), Ultime cauchemar (32, 1926)
- Louis Gratias : Les jeunes chantent (20, 1025), Noël ! Noël ! (26, 1925), Malade aux champs (29, 1926), Anxiétés (36, 1926)
- Charles Guéret : Écoute (37, 1926), Le Triduum d'Orange (46, 1927)
- Julien Guillemard : La criée (9, 1924), Un Noël en mer (14, 1924)
- Guillot de Saix : Des fables (2, 1923), Mercure et le statuaire (7, 1924), Le loup qui voulait faire maigre, Le bouc et le sanglier (11, 1924), L'amour mouillé (14, 1924), La formule (21, 1925)

### H
- Abdelkader Hadj Hamou : La Mère de Mahmoud (25, 1925)
- Charles Hagel : Sur la rivière Sanka (25, 1925)
- Georges-Francis Haultbert : En marge du Littré (9, 1924)
- Georges Heitz : Durée (27, 1926)
- Maximilienne Heller : Le Képi, conte marocain (25, 1925)
- Stine Henry : L'Archéologue (29, 1926)
- Pierre Hortala : Nocturne (3, 1924), Ave Caesar (10, 1924), Riquétoune (20, 1925), Le Poème au pays (27, 1926)
- Olivier Hourcade : Chanson d'exil (4, 1924)

### I
- Gaston Icart : Parlons chiffons (21, 1925), Histoire de jadis (29, 1926), Dancing d'amour (37, 1926), L'Hiver est revenu (183, 1943)
- Halina Izdebska : La bonne fée de mon conte (13, 1924), Mes Amoureux (19, 1925), Dans les Carpathes en automne (28, 1926), La Nuit la plus belle (36, 1926), En regardant dormir mon bébé, Au carrefour (42, 1927), En écoutant (43, 1927), Poème (49, 1927)

### J
- Henri Jacoubet : La conférence de Paul Voivenel sur François Pétrarque (69, 1928)
- Pierre Jalabert : Les Grenadiers (23, 1925), Le Fleuve (30, 1926)
- Pierre Jourda : Un Poète soldat : François Baron (36, 1926), Ferdinand Fabre (49, 1927), Fontfroide (54, 1927), Saverne (61, 1928)
- Marius Jouveau : Mirèio à Mistral (76, 1930)

### K
- Alfred Klepping : Vers la Mecque ! (25, 1925)
- Isabelle Korn : Oran (25, 1925)

### L
- Claire Labat : L'Âme du troubadour (31, 1926)
- Loÿs Labèque : Ronde de l'ermitage (5, 1924), Agnoutine (7, 1924), Ronde de la bergeronnette (10, 1924), Ronde des bulles de savon (28, 1926), Mon cœur est content (42, 1927), Chanson du rouge-gorge (48, 1927)
- Maurice de Laborderie : Noël sans toi (49, 1927)
- Henry Lauresne : Nuit (37, 1926), Autour de Pascal et de Cocteau (41, 1927), Un Artisan moderne : le ferronnier René Izard (42, 1927), Jeunesse, lumière (43, 1927), Paul Lacombe (46, 1927)
- Carlos de Lazerme : Le tarot (42, 1927), Chanson du Berry (50, 1927), XIIe Eglogue (76, 1930)
- Philéas Lebesgue : Automne (4, 1924), Sentier des saules (19, 1925)
- André Lebey : Fresque d'Énée à travers la mort de Troie (23, 1925)
- Jean Lebrau : L'accueil de Moux à Henry Bataille (1, 1923), Poème (4, 1924), Corbières (5, 1924), Les Cers (10, 1924), Limoux (14, 1924), Pour le printemps (16, 1925), Tristesse d'octobre (18, 1925), Attelage rustique (19, 1925), Province (22, 1925), Le Jour des morts (24, 1925), Noël en Septimanie (26, 1925), Montagne-Noire (37, 1926), Imagerie des vignes (39, 1927), Stèle (46, 1927), Villar-en-Val (50, 1927)
- Louis Lecoq : Le Clou de l'histoire (25, 1925)
- Charles Le Goffic : En mer (7, 1924)
- A. Lenoir : Désespérance (20, 1925)
- Jehan Le Povremoyne : Oraison du paillard pour Noël (14, 1924), Le Dict d'ung regret à Françoys Villon de Montcorbier (20, 1925)
- Jean Le Troubadour : Parmi les ruines d'Enserune (32, 1926), En marge de la Sainte-Estelle (43, 1927)
- Guy Levis-Mano : J'ai perdu mon amour (14, 1924), Dialogue sous les fanes (19, 1925)
- Julien Liautaud : Les Révélations de Silénos (23, 1925)
- Michel Lorenzi de Bradi : Napoléon (40, 1927)
- Léo Loups : Artémis (25, 1925)
- Pierre Louÿs : Lettre préface (20, 1925)
- Dr. Luscan : Madame Placidar (49, 1927)

### M
- Achille Maffre de Baugé : La dernière nuit de M. de Guise (4, 1924), Gaston Phébus (10, 1924), Au Maître Falize (13, 1924), L'étang de Thau (16, 1925), Narbonne à Gabriele d'Annunzio (21, 1925), A mon ami J. Baudassé (24, 1925), Nouvelles stances à Rosalinde (26, 1925), Sous l'arbre de Socrate (27, 1926), Héraclès au taureau (32, 1926), À la poésie (35, 1926), Ode à Maurras (38, 1926), La faucille d'argent (39, 1927), La Vénus d'Arles de Théodore Aubanel (41, 1927), Sonnet pascal (43, 1927), Le Pèlerin de beauté (47, 1927), A Marcella, posthume (76, 1930)
- Xavier de Magallon : Poème (42, 1927), L'Astre (47, 1927)
- Maurice Magre : L'homme (7, 1924), André Gailhard (46, 1927)
- René Maheu : Jean (18, 1925), Mimi (26, 1925)
- Jean du Marboré : Le deuxième salon des Tuileries (9, 1924), Le Salon d'automne (13, 1924), La folle enchère et Osip Zadkine (16, 1925), 36e exposition des artistes indépendants (18, 1925), Salons des arts décoratifs modernes (20, 1925)
- Yvan Marin : Un Soir de brume (48, 1927)
- André-Clément Marot : Chronique musicale (6, 1924), Du dilettantisme en musique (7, 1924), La coopération intellectuelle et ses artisans (8, 1924), La musique et l'Algérie (10, 1924), Les arènes gallo-romaines de Saintes (11, 1924), MM. Roger Pénau et Charles Bruneteau (12, 1924), La vie musicale (15, 1925), La Musique tchèque et la France (16, 1925), La Saison musicale (19, 1925)
- Andrée Martignon : Le bout de lande (7, 1924), Marthe, Soir d'été (11, 1924), Etudes provinciales (21, 1925)
- Théo Martin : Les Chansons de Livine (34, 1926), Hymne à Nice (39, 1927), Les Vierges, Nous irons chez Melvia (40, 1927), Le Secret de Don Juan (47, 1927)
- Jeanne Marvig : Tryptique de mai : le jardin, les champs, le parc (39, 1927), A Costes et Le Brix (54, 1927), Au jardin de Mistral (76, 1930)
- C.-A. Maurin (abbé) : La Madone au Moyen-âge (16, 1925)
- Charles Maurras : Soir d'hiver (39, 1927)
- France Maryse : Piriou (29, 1926), Belle Houria (30, 1926), Janina (32, 1926), Bonheur (36, 1926)
- Fernand Mazade : Strophes (16, 1925), Jean Lebrau (36, 1926), Breuvage (39, 1927)
- Gustave S. Mercier : L'Aube au désert (25, 1925)
- Madeleine Merens-Melmer : Retour (21, 1925)
- J.-F.-Louis Merlet : Pensées au jardin (16, 1925), Pierre Louÿs (20, 1925), Après (26, 1925), Hommage (27, 1926)
- Robert Milliat : Exil (28, 1926)
- Frédéric Mistral : La coupe sainte (50, 1927)
- Frédéric Mistral (neveu) : Un grand paysan (21, 1925), Chez Valère Bernard (41, 1927)
- J.-A. Moret : Le Salon d'automne (24, 1925)

### N
- Marcel-Edmond Naegelen : Le malaise alsacien (61, 1928)
- Arlette de Narbonne : A travers la vie (27, 1926), Rêverie au bord de l'Aude (31, 1926)
- Anna de Noailles : A Mistral (76, 1930)

### O
- Maurice Olivaint : Le Jardin de Guelma (25, 1925)
- Paul Ormières : Cementar Marin (183, 1943)

### P
- Ph. Pardaillan : Au Pays de Mireille (27, 1926)
- Pierre Parret : Au fil du rêve (43, 1927), Le Cantique des cantiques (47, 1927)
- Jep Pascot : Les deux stades (43, 1927), Couleurs, Le Cendrier (48, 1927)
- Louis Payen : Trois petits poèmes tendres (1, 1923), La sorcière d'Endor (9, 1924), Les Moissonneurs, Retour des vendangeuses (26, 1925)
- Alphonse Peloux : Extase (9, 1924)
- Marcel Périn : Charleston (41, 1927)
- Leo Perutz : Conte lunaire (28, 1926)
- Gaston Picard : Compte de Noël (14, 1924)
- Jean Pomier : Mare Nostrum (25, 1925)
- Albert Pons : Canal de Brienne (34, 1926)
- Jean Poueigh : Pierre Hortala, poète d'Oc (27, 1926), Gabriel Fauré (46, 1927)
- Jean Priestre : Le Berger (42, 1927), Le Soir (47, 1927)
- Nadia Prince : A mon amante (20, 1925)
- Paul Pujol : Narbonne par Bichambis (29, 1926)

### R
- Jeanne Ramel-Cals : Jeunesse (3, 1924)
- Paul Raynal : 1914 : Mort de Mistral (76, 1930)
- Raoul Raynaud : Chanson mineure (33, 1926), Les Saisons (42, 1927), Lied d'hiver (47, 1927)
- Robert Redslob : L'Alsace ressuscitée (61, 1928)
- Jean Renaud : L'Étrange aventure des Oudaïas (49, 1927)
- Georges Renaudet : J'ai cueilli (18, 1925)
- Dr. Réveille : Commerces (49, 1927)
- Maurice Rey : Si tu voulais (30, 1926)
- Jean Richepin : La grande muette (15, 1925)
- Emile Ripert : Trains omnibus (1, 1923), Paysan méprisé (4, 1924)
- Jules Rivet : Germain Delatousche, peintre de paysages (48, 1927)
- Claude-Maurice Robert : Après une lecture d'Isabelle Eberhardt (29, 1926), Crépuscule au cimetière (20, 1925), L'appel du désert, Le jeune chef (21, 1925), Le Cimetière d'El Kettar, Midi (25, 1925), Après une lecture d'Isabelle Eberhardt (29, 1926)
- Pierre Robert : Quatrain à l'absente (11, 1924), La pipe du poète (20, 1925)
- Irène Roger : Deux poèmes (183, 1943)
- Solange Rosenmark : L'Ame de ma voisine (22, 1925)
- E. Rostagny : La Ville endormie (25, 1925)
- Maurice Rostand : Le vieillard et l'archange (21, 1925)
- Joseph Rouquet : Los trobadors (3, 1924)
- Alfred Rousse : L'Eucalyptus (25, 1925)

### S
- Sâdhya (Devars de Rouy) : Soir pyrénéen (42, 1927)
- de Saint Hillier : Le Premier sonnet du monde (32, 1926), À la gloire de Saint-François, l'Énigme du bronze (35, 1926)
- Luc Saint-Luc : Alceste au désert ou le Cœur en vacances (25, 1925)
- B. de Salinelles : L'Invitation des nuages (34, 1926)
- Joseph Salvat : Com es que coneguèri Mistral (76, 1930)
- Thierry Sandre : D'une nuit de juillet (36, 1926)
- Isabelle Sandy : Cris (34, 1926), Automne (36, 1926), Minuit (39, 1927), L'Angelus du poète (47, 1927), Nuit (49, 1927)
- Gabriel Sarrazin : Virgile, Mistral (76, 1930)
- K. Sayabalian : La Revenante (46, 1927)
- Raymond Schaltin : Casbah (49, 1927)
- Camille Schneider : Les prières de la cathédrale de Strasbourg, Un illustrateur alsacien : Henri Bacher (61, 1928)
- Edmond Sée : Le mois dramatique et littéraire (1 à 3, 1923)
- Louis Sendra : Souvenirs du Moghreb (25, 1925)
- Paul Sentenac : Coin de jardin à Narbonne (183, 1843)
- Octave Séré : Charles Bordes (46, 1927)
- Louis Sigal : Salve, Narbo (31, 1926)
- Rolland Simon : Déserts (25, 1925)
- Jean Soulairol : La Béatrice égarée (3, 1924), Un grand poète méridional Louis Le Cardonnel (14, 1924), Gustave Fayet chez Marcel Proust (15, 1925), La Cloto (16, 1925)
- Suzanne Sourioux-Picard : Non (22, 1925)
- Charles Spindler : L'humour alsacien (61, 1928)
- Marc Stéphane : Comment je fus fait prisonnier (16, 1925), Une vengeance de Tapé (40, 1927), La revanche du Gagat (19, 1925), L'Ane au Péro (22, 1925), Comme au ciné (24, 1925), Une appelée Marie (34, 1926), La Vengeance de Tapé (40, 1927)

### T
- Alfred de Tarde : Leukonoé (5, 1924)
- René Thiébaut : Bathilde (48, 1927)
- Louis Thomas : Au jardin de Monelle (4, 1924), Dictionnaire philosophique (6, 1924)
- Louis Tissot : Un Jour de pluie (47, 1927)
- Louis Toulzet : Gaston Icart, son dernier recueil de vers : La Soularde (183, 1943)
- Touny-Lérys (Marcel Marchandeau) : La rivière (28, 1926), Rapproche-toi... (50, 1927)
- François Tresserre : Ave Caesar (39, 1927)
- Tristan-Martin : Qu'est devenu le billet de 100 frs. de Banville ? (6, 1924), Sagesse (24, 1925)
- Georges Turpin : Henry Martinet (42, 1927)
- Albert Tustes : Le Trouble (25, 1925)

### V
- Léopold Vabre : Dous roundels (5, 1924), A ma cigale (20, 1925), Une Fleur (29, 1926)
- Lisy Vadia : Adoration (39, 1927)
- Jean-Paul Vaillant : Le Pays maudit (32, 1926)
- Paul Valéry : Lettre (76, 1930)
- Gisèle Vallerey : Le Violon qui chante tous les soirs (38, 1926), Les pins (39, 1927), Il est... (43, 1927), La fête de tonneaux (54, 1927)
- Léon Vérane : Odelette à mon Edouard Marye sur le propos de la vie rustique (28, 1926)
- François Verdier : Pyrénées (37, 1926), Toulouse, cité palladienne (38, 1926)
- Paul Vidal : Henri Busser (46, 1927)
- Marguerite Vigier : Pour ne plus voir que lui (23, 1925), Lui ! (38, 1926), Soir de Judée (39, 1927), Le Printemps (42, 1927), En automne (47, 1927)
- Marie-Louise Vignon : Elégie secrète (42, 1927)
- Benno Vigny : La Panthère (26, 1925)
- Marguerite Villa : Sur la garrigue (20, 1925)
- René Violaines : Décalcomanies (22, 1925)
- René Virard : Germain Delatousche (24, 1925), Au 37e Salon des indépendants (30, 1926)
- Francis Vobrin : Mon Désir (42, 1927), Silence (47, 1927)
- Paul Voivenel : Les propos du docteur Campagnou (1, 1923), Le portrait de mon ami (2, 1923), Le rugby (4, 1924), Campagnou aux jeux olympiques (9, 1924), Le "cimetière" de Campagnou (14, 1924), Campagnou assiste à une finale de rugby (21, 1925), Campagnou chez Pierre Borel (26, 1925), Le Monument au sport (32, 1926), Campagnou dans son village (36, 1926), La psychologie des empoisonneuses (45, 1927), Un romancier d'origine toulousaine : Jean Renaud (46, 1927), Matin d'automne (48, 1927), Campagnou chez Rémy de Gourmont (50, 1927)

### X
- Pierre Xardel : Lumière (36, 1926), Pour Septimanie (43, 1927), Le grand vent (50, 1927)

## Liste d'illustrateurs et œuvres publiées dans la revue
| Illustrateur           | Illustration | Année          | Numéro         |
| ---------------------- | --- | -------------- | -------------- |
| Constant Le Breton     | Église des pêcheurs de Marseille | 1923           | 2              |
| Jean-Antoine Injalbert | Dans l'attente des batailles | 1923           | 2              |
| Auguste Rouquet        | Ils se connurent au bal | 1924           | 5              |
| Jean-Paul Dubray       | Bois original | 1924           | 6              |
| Achille Rouquet        | La cité de Carcasonne Les gorges de l'Aude                                                                                                | 1924 1924      | 10 14          |
| Germain Delatousche    | Bois original Le village La pipe et le poète Lisieux                                                                                      | 1924 1924 1925 | 14 14 20       |
| François-Martin Salvat | Des démons titanesques sculptèrent dans la Clape une nudité resplandissante                                                               | 1924           | 14             |
| Gustave Fayet          | Tapis | 1925           | 15             |
| Roland Chavenon        | L'Espagnole | 1925           | 20             |
| Jules Zinngg           | Bois original | 1925           | 20             |
| Kvapil                 | Le hamac | 1925           | 20             |
| Léopold Survage        | Paysage | 1925           | 20             |
| Louis Neillot          | Perspective du paysage bourbonnais Sous l'arbre de Socrate                                                                                | 1925 1926      | 20 27          |
| Jean Lébédeff          | Bois original | 1925           | 20             |
| Maurice Savin          | Bois original | 1925           | 20             |
| Tsugouharu Foujita     | Les fortifications de Paris : la porte de Montrouge                                                                                       | 1925           | 20             |
| Celso Lagar            | Paysage d'hiver (Espagne) | 1925           | 20             |
| Honoré Broutelle       | Bois original, La méditation du docteur Campagnou, Le cavalier Saint-Georges                                                              | 1925           | 21             |
| Henry de Waroquier     | Le lac de Côme | 1925           | 21             |
| Jean Chièze            | Tigre, Ajaccio, Femme d'Ajaccio La vierge des Nautoniers Le brasier de marbre Une moderne Pénélope La vieille rue du pont Saint-Sébastien | 1926 1927      | 28 40 42 43 50 |
| Albert Copieux         | Poupes de navires Dans les soutes C'est une bourrasque                                                                                    | 1926 1926      | 28 29 37       |
| Benno-Vigny            | Illustration de Un conte lunaire | 1926           | 28             |
| Pierre-Antoine Gallien | Le peintre à la ligne noire Le sablier (arabesques)                                                                                       | 1926 1926      | 28 29          |
| Jean Paul Perdrizet    | Une création au casino municipal de Nice                                                                                                  | 1926           | 29             |
| Mary Piriou            | Piriou, bois original | 1926           | 29             |
| Paul-Émile Pissarro    | Bois original | 1926           | 29             |
| Marcel Lémar           | Les paresseux, Le caméléon La hyène rayée du jardin des plantes                                                                           | 1926 1926      | 29 38          |
| Paul Devaux            | La danse des lépreux | 1926           | 37             |
| Louis-Félix Claudel    | Bois gravé Vive l'Empereur : l'Arc de Triomphe et tombeau de l'Empereur Les boulevards                                                    | 1926 1927      | 37 40 45       |
| Henry de Groux         | Le banquet de Trymalcion | 1927           | 42             |
| Elisabeth de Groux     | La Néphélomancienne | 1927           | 42             |
| Henry Martinet         | Bois gravés inédits | 1927           | 42             |
| Robert Barriot         | L'enfant à la pomme | 1927           | 50             |